# Playmate miesiąca (edycja amerykańska)

## 1953–1959
| Rok  | Miesiąc               | Miesiąc          | Miesiąc                         | Miesiąc        | Miesiąc          | Miesiąc           | Miesiąc         | Miesiąc        | Miesiąc            | Miesiąc                      | Miesiąc          | Miesiąc        |
|      | Styczeń               | Luty             | Marzec                          | Kwiecień       | Maj              | Czerwiec          | Lipiec          | Sierpień       | Wrzesień           | Październik                  | Listopad         | Grudzień       |
| ---- | --------------------- | ---------------- | ------------------------------- | -------------- | ---------------- | ----------------- | --------------- | -------------- | ------------------ | ---------------------------- | ---------------- | -------------- |
| 1953 | ---                   | ---              | ---                             | ---            | ---              | ---               | ---             | ---            | ---                | ---                          | ---              | Marilyn Monroe |
| 1954 | Margie Harrison       | Margaret Scott   | Dolores Del Monte               | Marilyn Waltz  | Joanne Arnold    | Margie Harrison   | Neva Gilbert    | Arline Hunter  | Jackie Rainbow     | Madeline Castle              | Diane Hunter     | Terry Ryan     |
| 1955 | Bettie Page           | Jayne Mansfield  | Magazyn nie został opublikowany | Marilyn Waltz  | Marguerite Empey | Eve Meyer         | Janet Pilgrim   | Pat Lawler     | Anne Fleming       | Jean Moorehead               | Barbara Cameron  | Janet Pilgrim  |
| 1956 | Lynn Turner           | Marguerite Empey | Marian Stafford                 | Rusty Fisher   | Marion Scott     | Gloria Walker     | Alice Denham    | Jonnie Nicely  | Elsa Sorensen      | Janet Pilgrim                | Betty Blue       | Lisa Winters   |
| 1957 | June Blair            | Sally Todd       | Sandra Edwards                  | Gloria Windsor | Dawn Richard     | Carrie Radison    | Jean Jani       | Dolores Donlon | Jacquelyn Prescott | Colleen Farrington           | Marlene Callahan | Linda Vargas   |
| 1958 | Elizabeth Ann Roberts | Cheryl Kubert    | Zahra Norbo                     | Felicia Atkins | Lari Laine       | Judy Lee Tomerlin | Linné Ahlstrand | Myrna Weber    | Teri Hope          | Mara Corday oraz Pat Sheehan | Joan Staley      | Joyce Nizzari  |
| 1959 | Virginia Gordon       | Eleanor Bradley  | Audrey Daston                   | Nancy Crawford | Cindy Fuller     | Marilyn Hanold    | Yvette Vickers  | Clayre Peters  | Marianne Gaba      | Elaine Reynolds              | Donna Lynn       | Ellen Stratton |

## 1960–1969
| Rok  | Miesiąc          | Miesiąc             | Miesiąc            | Miesiąc        | Miesiąc          | Miesiąc           | Miesiąc          | Miesiąc          | Miesiąc            | Miesiąc             | Miesiąc          | Miesiąc        |
|      | Styczeń          | Luty                | Marzec             | Kwiecień       | Maj              | Czerwiec          | Lipiec           | Sierpień         | Wrzesień           | Październik         | Listopad         | Grudzień       |
| ---- | ---------------- | ------------------- | ------------------ | -------------- | ---------------- | ----------------- | ---------------- | ---------------- | ------------------ | ------------------- | ---------------- | -------------- |
| 1960 | Stella Stevens   | Susie Scott         | Sally Sarell       | Linda Gamble   | Ginger Young     | Delores Wells     | Teddi Smith      | Elaine Paul      | Ann Davis          | Kathy Douglas       | Joni Mattis      | Carol Eden     |
| 1961 | Connie Cooper    | Barbara Ann Lawford | Tonya Crews        | Nancy Nielsen  | Susan Kelly      | Heidi Becker      | Sheralee Conners | Karen Thompson   | Christa Speck      | Jean Cannon         | Dianne Danford   | Lynn Karrol    |
| 1962 | Merle Pertile    | Kari Knudsen        | Pamela Anne Gordon | Roberta Lane   | Marya Carter     | Merissa Mathes    | Unne Terjesen    | Jan Roberts      | Mickey Winters     | Laura Young         | Avis Kimble      | June Cochran   |
| 1963 | Judi Monterey    | Toni Ann Thomas     | Adrienne Moreau    | Sandra Settani | Sharon Cintron   | Connie Mason      | Carrie Enwright  | Phyllis Sherwood | Victoria Valentino | Christine Williams  | Terre Tucker     | Donna Michelle |
| 1964 | Sharon Rogers    | Nancy Jo Hooper     | Nancy Scott        | Ashlyn Martin  | Terri Kimball    | Lori Winston      | Melba Ogle       | China Lee        | Astrid Schulz      | Rosemarie Hillcrest | Kai Brendlinger  | Jo Collins     |
| 1965 | Sally Duberson   | Jessica St. George  | Jennifer Jackson   | Sue Williams   | Maria McBane     | Hedy Scott        | Gay Collier      | Lannie Balcom    | Patti Reynolds     | Allison Parks       | Pat Russo        | Dinah Willis   |
| 1966 | Judy Tyler       | Melinda Windsor     | Priscilla Wright   | Karla Conway   | Dolly Read       | Kelly Burke       | Tish Howard      | Susan Denberg    | Dianne Chandler    | Linda Moon          | Lisa Baker       | Susan Bernard  |
| 1967 | Surrey Marshe    | Kim Farber          | Fran Gerard        | Gwen Wong      | Anne Randall     | Joey Gibson       | Heather Ryan     | DeDe Lind        | Angela Dorian      | Reagan Wilson       | Kaya Christian   | Lynn Winchell  |
| 1968 | Connie Kreski    | Nancy Harwood       | Michelle Hamilton  | Gaye Rennie    | Elizabeth Jordan | Britt Fredriksen  | Melodye Prentiss | Gale Olson       | Dru Hart           | Majken Haugedal     | Paige Young      | Cynthia Myers  |
| 1969 | Leslie Bianchini | Lorrie Menconi      | Kathy MacDonald    | Lorna Hopper   | Sally Sheffield  | Helena Antonaccio | Nancy McNeil     | Debbie Hooper    | Shay Knuth         | Jean Bell           | Claudia Jennings | Gloria Root    |

## 1970–1979
| Rok  | Miesiąc          | Miesiąc          | Miesiąc           | Miesiąc             | Miesiąc                 | Miesiąc        | Miesiąc           | Miesiąc          | Miesiąc          | Miesiąc                                 | Miesiąc            | Miesiąc           |
|      | Styczeń          | Luty             | Marzec            | Kwiecień            | Maj                     | Czerwiec       | Lipiec            | Sierpień         | Wrzesień         | Październik                             | Listopad           | Grudzień          |
| ---- | ---------------- | ---------------- | ----------------- | ------------------- | ----------------------- | -------------- | ----------------- | ---------------- | ---------------- | --------------------------------------- | ------------------ | ----------------- |
| 1970 | Jill Taylor      | Linda Forsythe   | Chris Koren       | Barbara Hillary     | Jennifer Liano          | Elaine Morton  | Carol Willis      | Sharon Clark     | Debbie Ellison   | Madeleine Collinson oraz Mary Collinson | Avis Miller        | Carol Imhof       |
| 1971 | Liv Lindeland    | Willy Rey        | Cynthia Hall      | Chris Cranston      | Jannice Pennigton       | Lieko English  | Heather Van Every | Cathy Rowland    | Crystal Smith    | Claire Rambeau                          | Danielle de Vabre  | Karen Christy     |
| 1972 | Marilyn Cole     | P.J. Lansing     | Ellen Michaels    | Vicki Peters        | Deanna Baker            | Debbie Davis   | Carol O’Neal      | Linda Summers    | Susan Miller     | Sharon Johansen                         | Lenna Sjooblom     | Mercy Rooney      |
| 1973 | Miki Garcia      | Cyndii Wood      | Bonnie Large      | Julie Woodson       | Anulka Dziubinska       | Ruthy Ross     | Martha Smith      | Phyllis Coleman  | Geri Glass       | Valerie Lane                            | Monica Tidwell     | Christine Maddox  |
| 1974 | Nancy Cameron    | Francine Parks   | Pamela Zinszer    | Marlene Morrow      | Marilyn Lange           | Sandy Johnson  | Carol Vitale      | Jean Manson      | Kristine Hanson  | Ester Cordet                            | Bebe Buell         | Janice Raymond    |
| 1975 | Lynnda Kimball   | Laura Misch      | Ingeborg Sorensen | Victoria Cunningham | Bridgett Rollins        | Azizi Johari   | Lynn Schiller     | Lillian Müller   | Mesina Miller    | Jill De Vries                           | Janet Lupo         | Nancie Li Brandii |
| 1976 | Daina House      | Laura Lyons      | Ann Pennington    | Denise Michele      | Patricia Margot McClain | Debra Peterson | Deborah Borkman   | Linda Beatty     | Whitney Kaine    | Hope Olson                              | Patti McGuire      | Karen Hafter      |
| 1977 | Susan Lynn Kiger | Star Stowe       | Nicki Thomas      | Lisa Sohm           | Sheila Mullen           | Virve Reid     | Sondra Theodore   | Julia Lyndon     | Debra Jo Fondren | Kristine Winder                         | Rita Lee           | Ashley Cox        |
| 1978 | Debra Jensen     | Janis Schmitt    | Christina Smith   | Pamela Jean Bryant  | Kathryn Morrison        | Gail Stanton   | Karen Morton      | Vicki Witt       | Rosanne Katon    | Marcy Hanson                            | Monique St. Pierre | Janet Quist       |
| 1979 | Candy Loving     | Lee Ann Michelle | Denise McConnell  | Missy Cleveland     | Michele Drake           | Louann Fernald | Dorothy Mays      | Dorothy Stratten | Vicki McCarty    | Ursula Buchfellner                      | Sylvie Garant      | Candace Collins   |

## 1980–1989
| Rok  | Miesiąc           | Miesiąc             | Miesiąc          | Miesiąc            | Miesiąc            | Miesiąc          | Miesiąc            | Miesiąc          | Miesiąc                                             | Miesiąc           | Miesiąc         | Miesiąc            |
|      | Styczeń           | Luty                | Marzec           | Kwiecień           | Maj                | Czerwiec         | Lipiec             | Sierpień         | Wrzesień                                            | Październik       | Listopad        | Grudzień           |
| ---- | ----------------- | ------------------- | ---------------- | ------------------ | ------------------ | ---------------- | ------------------ | ---------------- | --------------------------------------------------- | ----------------- | --------------- | ------------------ |
| 1980 | Gig Gangel        | Sandy Cagle         | Henriette Allais | Liz Glazowski      | Martha Thomsen     | Ola Ray          | Teri Peterson      | Victoria Cooke   | Lisa Welch                                          | Mardi Jacquet     | Jeanna Tomasino | Terri Welles       |
| 1981 | Karen Price       | Vicki Lynn Lasseter | Kimberly Herrin  | Lorraine Michaels  | Gina Goldberg      | Cathy Larmouth   | Heidi Sorenson     | Debbie Boostrom  | Susan Smith                                         | Kelly Tough       | Shannon Tweed   | Patricia Farinelli |
| 1982 | Kimberly McArthur | Anne Marie Fox      | Karen Witter     | Linda Rhys Vaughn  | Kym Malin          | Lourdes Estores  | Lynda Wiesmeier    | Cathy St. George | Connie Brighton                                     | Marianne Gravatte | Marlene Janssen | Charlotte Kemp     |
| 1983 | Lonny Chin        | Melinda Mays        | Alana Soares     | Christina Ferguson | Susie Scott        | Jolanda Egger    | Ruth Guerri        | Carina Persson   | Barbara Edwards                                     | Tracy Vaccaro     | Veronica Gamba  | Terry Nihen        |
| 1984 | Penny Baker       | Justine Greiner     | Dona Speir       | Lesa Ann Pedriana  | Patty Duffek       | Tricia Lange     | Liz Stewart        | Suzi Schott      | Kimberly Evenson                                    | Debi Johnson      | Roberta Vasquez | Karen Velez        |
| 1985 | Joan Bennett      | Cherie Witter       | Donna Smith      | Cindy Brooks       | Kathy Shower       | Devin DeVasquez  | Hope Marie Carlton | Cher Butler      | Venice Kong                                         | Cynthia Brimhall  | Pamela Saunders | Carol Ficatier     |
| 1986 | Sherry Arnett     | Julie McCullough    | Kim Morris       | Teri Weigel        | Christine Richters | Rebecca Ferratti | Lynne Austin       | Ava Fabian       | Rebekka Armstrong                                   | Katherine Hushaw  | Donna Edmondson | Laurie Carr        |
| 1987 | Luann Lee         | Julie Peterson      | Marina Baker     | Anna Clark         | Kymberly Paige     | Sandy Greenberg  | Carmen Berg        | Sharry Konopski  | Gwen Hajek                                          | Brandi Brandt     | Pamela Stein    | India Allen        |
| 1988 | Kimberley Conrad  | Kari Kennell        | Susie Owens      | Eloise Broady      | Diana Lee          | Emily Arth       | Terri Lynn Doss    | Helle Michaelsen | Laura Richmond                                      | Shannon Long      | Pia Reyes       | Kata Kärkkäinen    |
| 1989 | Fawna MacLaren    | Simone Eden         | Laurie Wood      | Jennifer Jackson   | Monique Noel       | Tawnni Cable     | Erika Eleniak      | Gianna Amore     | Karin van Breeschooten oraz Mirjam van Breeschooten | Karen Foster      | Renee Tenison   | Petra Verkaik      |

## 1990–1999
| Rok  | Miesiąc             | Miesiąc            | Miesiąc            | Miesiąc            | Miesiąc           | Miesiąc           | Miesiąc              | Miesiąc             | Miesiąc         | Miesiąc           | Miesiąc           | Miesiąc            |
|      | Styczeń             | Luty               | Marzec             | Kwiecień           | Maj               | Czerwiec          | Lipiec               | Sierpień            | Wrzesień        | Październik       | Listopad          | Grudzień           |
| ---- | ------------------- | ------------------ | ------------------ | ------------------ | ----------------- | ----------------- | -------------------- | ------------------- | --------------- | ----------------- | ----------------- | ------------------ |
| 1990 | Peggy McIntaggart   | Pamela Anderson    | Deborah Driggs     | Lisa Matthews      | Tina Bockrath     | Bonnie Marino     | Jacqueline Sheen     | Melissa Evridge     | Kerri Kendall   | Brittany York     | Lorraine Olivia   | Morgan Fox         |
| 1991 | Stacy Leighr Arthur | Cristy Thom        | Julie Clarke       | Christina Leardini | Carrie Jean Yazel | Saskia Linssen    | Wendy Kaye           | Corinna Harney      | Samantha Dorman | Cheryl Bachman    | Tonja Christensen | Wendy Hamilton     |
| 1992 | Suzi Simpson        | Tanya Beyer        | Tylyn John         | Cady Cantrell      | Anna Nicole Smith | Angela Melini     | Amanda Hope          | Ashley Allen        | Morena Corwin   | Tiffany Sloan     | Stephanie Adams   | Barbara Moore      |
| 1993 | Echo Johnson        | Jennifer LeRoy     | Kimberly Donley    | Nicole Wood        | Elke Jeinsen      | Alesha Oreskovich | Leisa Sheridan       | Jennifer Lavoie     | Carrie Westcott | Jenny McCarthy    | Julianna Young    | Arlene Baxter      |
| 1994 | Anna Marie Goddard  | Julie Lynn Cialini | Neriah Davis       | Becky DelosSantos  | Shae Marks        | Elan Carter       | Traci Adell          | Maria Checa         | Kelly Gallagher | Victoria Zdrok    | Donna Perry       | Elisa Bridges      |
| 1995 | Melissa Holliday    | Lisa Marie Scott   | Stacy Sanches      | Danelle Folta      | Cynthia Brown     | Rhonda Adams      | Heidi Mark           | Rachel Jean Marteen | Donna D’Errico  | Alicia Rickter    | Holly Witt        | Samantha Torres    |
| 1996 | Victoria Fuller     | Kona Carmack       | Priscilla Taylor   | Gillian Bonner     | Shauna Sand       | Karin Taylor      | Angel Boris          | Jessica Lee         | Jennifer Allan  | Nadine Chanz      | Ulrika Ericsson   | Victoria Silvstedt |
| 1997 | Jami Ferrell        | Kimber West        | Jennifer Miriam    | Kelly Monaco       | Lynn Thomas       | Carrie Stevens    | Daphnee Lynn Duplaix | Kalin Olson         | Nikki Schieler  | Layla Roberts     | Inga Drozdova     | Karen McDougal     |
| 1998 | Heather Kozar       | Julia Schultz      | Marliece Andrada   | Holly Joan Hart    | Deanna Brooks     | Maria Luisa Gil   | Lisa Dergan          | Angela Little       | Vanessa Gleason | Laura Cover       | Tiffany Taylor    | Dahm triplets      |
| 1999 | Jaime Bergman       | Stacy Marie Fuson  | Alexandria Karlsen | Natalia Sokolova   | Tishara Cousino   | Kimberly Spicer   | Jennifer Rovero      | Rebecca Scott       | Kristi Cline    | Jodi Ann Paterson | Cara Wakelin      | Brooke Richards    |

## 2000–2009
| Rok  | Miesiąc                              | Miesiąc              | Miesiąc           | Miesiąc                | Miesiąc           | Miesiąc            | Miesiąc                               | Miesiąc                               | Miesiąc           | Miesiąc            | Miesiąc         | Miesiąc                                    |
|      | Styczeń                              | Luty                 | Marzec            | Kwiecień               | Maj               | Czerwiec           | Lipiec                                | Sierpień                              | Wrzesień          | Październik        | Listopad        | Grudzień                                   |
| ---- | ------------------------------------ | -------------------- | ----------------- | ---------------------- | ----------------- | ------------------ | ------------------------------------- | ------------------------------------- | ----------------- | ------------------ | --------------- | ------------------------------------------ |
| 2000 | Carol Bernaola oraz Darlene Bernaola | Suzanne Stokes       | Nicole Marie Lenz | Brande Roderick        | Brooke Berry      | Shannon Stewart    | Neferteri Shepherd                    | Summer Altice                         | Kerissa Fare      | Nichole Van Croft  | Buffy Tyler     | Cara Michelle                              |
| 2001 | Irina Voronina                       | Lauren Michelle Hill | Miriam Gonzalez   | Katie Lohmann          | Crista Nicole     | Heather Spytek     | Kimberley Stanfield                   | Jennifer Walcott                      | Dalene Kurtis     | Stephanie Heinrich | Lindsey Vuolo   | Shanna Moakler                             |
| 2002 | Nicole Narain                        | Anka Romensky        | Tina Jordan       | Heather Carolin        | Christi Shake     | Michele Rogers     | Lauren Anderson                       | Christina Santiago                    | Shallan Meiers    | Teri Harrison      | Serria Tawan    | Lani Todd                                  |
| 2003 | Rebecca Ramos                        | Charis Boyle         | Pennelope Jimenez | Carmella DeCesare      | Laurie Fetter     | Tailor James       | Marketa Janska                        | Colleen Marie                         | Luci Victoria     | Audra Lynn         | Divini Rae      | Deisy Teles oraz Sarah Teles               |
| 2004 | Colleen Shannon                      | Aliya Wolf           | Sandra Hubby      | Krista Kelly           | Nicole Whitehead  | Hiromi Oshima      | Stephanie Glasson                     | Pilar Lastra                          | Scarlett Keegan   | Kimberly Holland   | Cara Zavaleta   | Tiffany Fallon                             |
| 2005 | Destiny Davis                        | Amber Campisi        | Jillian Grace     | Courtney Rachel Culkin | Jamie Westenhiser | Kara Monaco        | Qiana Chase                           | Tamara Witmer                         | Vanessa Hoelsher  | Amanda Paige       | Raquel Gibson   | Christine Smith                            |
| 2006 | Athena Lundberg                      | Cassandra Lynn       | Monica Leigh      | Holley Ann Dorrough    | Alison Waite      | Stephanie Larimore | Sara Jean Underwood                   | Nicole Voss                           | Janine Habeck     | Jordan Monroe      | Sarah Elizabeth | Kia Drayton                                |
| 2007 | Jayde Nicole                         | Heather Rene Smith   | Tyran Richard     | Giuliana Marino        | Shannon James     | Brittany Binger    | Tiffany Selby                         | Tamara Sky                            | Patrice Hollis    | Spencer Scott      | Lindsay Wagner  | Sasckya Porto                              |
| 2008 | Sandra Nilsson                       | Michelle McLaughlin  | Ida Ljungqvist    | Regina Deutinger       | A. J. Alexander   | Juliette Frette    | Laura Croft                           | Kayla Collins                         | Valerie Mason     | Kelly Carrington   | Grace Kim       | Jennifer Campbell oraz Natalie Jo Campbell |
| 2009 | Dasha Astafieva                      | Jessica Burciaga     | Jennifer Pershing | Hope Dworaczyk         | Crystal McCahill  | Candice Cassidy    | Kristina Shannon oraz Karissa Shannon | Kristina Shannon oraz Karissa Shannon | Kimberly Phillips | Lindsey Evans      | Kelley Thompson | Crystal Harris                             |

## 2010–
| Rok  | Miesiąc               | Miesiąc           | Miesiąc          | Miesiąc           | Miesiąc            | Miesiąc            | Miesiąc                 | Miesiąc               | Miesiąc           | Miesiąc         | Miesiąc           | Miesiąc             |
|      | Styczeń               | Luty              | Marzec           | Kwiecień          | Maj                | Czerwiec           | Lipiec                  | Sierpień              | Wrzesień          | Październik     | Listopad          | Grudzień            |
| ---- | --------------------- | ----------------- | ---------------- | ----------------- | ------------------ | ------------------ | ----------------------- | --------------------- | ----------------- | --------------- | ----------------- | ------------------- |
| 2010 | Jaime Faith Edmondson | Heather Rae Young | Kyra Milan       | Amy Leigh Andrews | Kassie Lyn Logsdon | Katie Vernola      | Shanna Marie McLaughlin | Francesca Frigo       | Olivia Paige      | Claire Sinclair | Shera Bechard     | Ashley Hobbs        |
| 2011 | Anna Sophia Berglund  | Kylie Johnson     | Ashley Mattingly | Jaclyn Swedberg   | Sasha Bonilova     | Mei-Ling Lam       | Jessa Lynn Hinton       | Iryna Ivanova         | Tiffany Toth      | Amanda Cerny    | Ciara Price       | Rainy Day Jordan    |
| 2012 | Heather Knox          | Leola Bell        | Lisa Seiffert    | Raquel Pomplun    | Nikki Leigh        | Amelia Talon       | Shelby Chesnes          | Beth Williams         | Alana Campos      | Pamela Horton   | Britany Nola      | Amanda Streich      |
| 2013 | Karina Marie          | Shawn Dillon      | Ashley Doris     | Jaslyn Ome        | Kristen Nicole     | Audrey Aleen Allen | Alyssa Arce             | Val Keil              | Bryiana Noelle    | Carly Lauren    | Gemma Lee Farrell | Kennedy Summers     |
| 2014 | Roos van Montfort     | Amanda Booth      | Britt Linn       | Shanice Jordyn    | Dani Mathers       | Jessica Ashley     | Emily Agnes             | Maggie May            | Stephanie Branton | Roxanna June    | Gia Marie         | Elizabeth Ostrander |
| 2015 | Brittny Ward          | Kayslee Collins   | Chelsie Aryn     | Alexandra Tyler   | Brittany Brousseau | Kaylia Cassandra   | Kayla Rae Reid          | Dominique Jane        | Monica Sims       | Ana Cheri       | Rachel Harris     | Eugena Washington   |
| 2016 | Amberleigh West       | Kristy Garett     | Dree Hemingway   | Camille Rowe      | Brook Power        | Josie Canseco      | Ali Michael             | Valerie van der Graaf | Kelly Gale        | Allie Silva     | Ashley Smith      | Eniko Mihalik       |
| 2017 | Bridget Malcolm       | Joy Corrigan      | Elizabeth Elam   | Nina Daniele      | Lada Kravchenko    | Elsie Hewitt       | Dana Taylor             | Liza Kei              | Jessica Wall      | Milan Dixon     | Ines Rau          | Allie Leggett       |
| 2018 | Kayla Garvin          | Megan Samperi     | Jenny Watwood    | Nereyda Bird      | Shauna Sexton      | Cassandra Dawn     | Valeria Lakhina         | Lorena Madina         | Kirby Griffin     | Olga de Mar     | Shelby Rose       | Jordan Emanuel      |
| 2019 | Vendela Lindblom      | Megan Moore       | Miki Hamano      | Fo Porter         | Abigail O'Neill    | Yoli Lara          | Teela LaRoux            |                       |                   |                 |                   |                     |